# Ламивудин
Ламивудин (Lamivudine, 3TC) — нуклеозидный ингибитор обратной транскриптазы (НИОТ), противовирусное средство, применяемое в составе комбинированной антиретровирусной терапии, активное в отношении ВИЧ и гепатита B.
Ламивудин также используется для лечения хронического гепатита B, когда другие варианты невозможны. Он эффективен как против ВИЧ-1, так и против ВИЧ-2. Обычно он используется в сочетании с другими антиретровирусными препаратами, такими как долутегравир, абакавир или зидовудин.
Ламивудин был запатентован 17 ноября 1995 года Управлением по санитарному надзору за качеством пищевых продуктов и медикаментов и одобрен для использования в США в том же году. Он включен в Примерный перечень ВОЗ основных лекарственных средств и перечень Жизненно необходимых и важнейших лекарственных препаратов России.

## История
Рацемический BCH-189 (минус-форма известен как ламивудин) был изобретен Бернаром Белло во время работы в Университете Макгилла и Полом Нгуен-Ба в лабораториях IAF BioChem International, Inc. в Монреале в 1988 году, а минус-энантиомер был выделен в 1989 году. Сначала образцы были отправлены Юнг-Чи Ченгом из Йельского университета для изучения его токсичности. При использовании в сочетании с зидовудином (AZT), он обнаружил, что отрицательная форма ламивудина снижает побочные эффекты и увеличивает эффективность препарата в ингибировании обратной транскриптазы.
Комбинация ламивудина и AZT увеличила эффективность ингибирования фермента, который ВИЧ использует для воспроизведения своего генетического материала. В результате ламивудин был идентифицирован как менее токсичный агент для митохондриальной ДНК, чем другие антиретровирусные препараты.

## Медицинское использование
Ламивудин (Эпивир) показан в комбинации с другими антиретровирусными препаратами для лечения ВИЧ-инфекции. Ламивудин (Эпивир HBV) показан для лечения хронической инфекции вируса гепатита B, связанной с признаками репликации вируса гепатита B и активным воспалением печени.

## Фармакологическое действие
Ламивудин был одобрен для применения в Европе в августе 1996 г. Это был уже пятый препарат из группы НИОТ, представляющий собой аналог цитидина. Ламивудин обладает хорошей переносимостью и входит в состав разных комбинированных препаратов.
Главный недостаток ламивудина состоит в том, что ВИЧ быстро приобретает к нему устойчивость — для этого достаточно единственной точечной мутации M184V. Резистентность к ламивудину может сформироваться всего за несколько недель. Поэтому полный антиретровирусный эффект ламивудина проявляется лишь в комбинациях с другими НИОТ. В крупных клинических исследованиях, таких как NUCB 3002 и CAESAR, была доказана клиническая польза от добавления ламивудина в схемы на основе НИОТ. Примечательно, что закрепление мутации M184V в популяции вируса приносит даже определенную пользу: во-первых, иногда в результате этой мутации отдельные устойчивые к зидовудину штаммы ВИЧ вновь обретают к нему чувствительность, а во-вторых, эта мутация снижает репликативную способность вируса. Это было подтверждено результатами исследования, в котором у пациентов, инфицированных ВИЧ-1 с мутацией M184V и продолжавших принимать только ламивудин, вирусная нагрузка нарастала медленнее, а количество лимфоцитов CD4 снижалось не столь стремительно по сравнению с инфицированными ВИЧ-1 с мутацией M184V пациентами, прекратившими прием всех антиретровирусных препаратов. Поэтому оставлять ламивудин в составе схемы антиретровирусной терапии может быть оправданным даже при доказанной резистентности вируса к этому препарату для того, чтобы сохранить мутацию M184V, которая снижает репликативную способность вируса, особенно в случаях, когда в схеме АРВТ есть и другие препараты с недостаточной активностью против данной популяции ВИЧ-1. Сила антиретровирусного действия у ламивудина такая же, как у эмтрицитабина. Возможен прием один раз в сутки, хотя период полувыведения ламивудина меньше, чем период полувыведения эмтрицитабина.
Ламивудин обладает активностью против вируса гепатита B, поэтому полезен при лечении ВИЧ-инфицированных с гепатитом B. Он улучшает сероконверсию e-антигена гепатита B, а также улучшает гистологическое состояние печени. Длительный прием препарата, однако, приводит к мутированию и последующему развитию резистентности вируса гепатита B. Несмотря на это, ламивудин до сих пор широко применяется, ввиду его хорошей переносимости.

## Режим дозирования
Дозировки и формы выпуска: таблетки 100, 150, 300 мг; раствор для приема внутрь 5 мг в мл, 240 мл во флаконе и 10 мг в мл, 240 мл во флаконе.

Стандартные дозы и режим приема: 300 мг в сутки однократно или по одной таблетке 150 мг два раза в день.

Взаимодействия с пищей и лекарствами: вне зависимости от приема пищи.

Концентрацию в крови может повысить бактрим (бисептол).

## Побочные эффекты
Наиболее значимые побочные эффекты: побочные эффекты возникают редко. В начале терапии возможно повышение артериального давления, головные боли, общая слабость.

Противопоказания: Нарушения функции почек могут потребовать существенной коррекции доз или отмены препарата.
- Незначительные побочные эффекты могут включать тошноту, переутомление, головные боли, диарею, кашель и заложенность носа.
- Противопоказано назначение ламивудин/зидовудин, абакавир/ламивудин или абакавир/ламивудин/зидовудин пациентам, принимающим эмтрицитабин.
- Длительное применение ламивудина может вызвать появление мутантного вируса гепатита B (YMDD).
- Женщин, инфицированных ВИЧ или HIV, принимающих ламивудин, предупреждают о необходимости прекратить грудное вскармливание, поскольку это подвергает ребенка риску передачи ВИЧ и побочных эффектов лекарств.
- У пациентов, инфицированных ВИЧ и HIV, получающие как интерферон, так и ламивудин может вызвать повреждение печени.
- Препарат может вызвать воспалительную реакцию на условно патогенные инфекции (например, Mycobacterium avium complex [MAC], M. туберкулёз, цитомегаловирус [CMV], Pneumocystis jirovecii [ранее P. carinii).
- Сообщалось об аутоиммунных нарушениях, и симптомы могут возникать через много месяцев после начала антиретровирусной терапии.
- Пациентам с нарушением функции почек рекомендовано применение ламивудина с осторожностью и не следует назначать лечение пациентам с нарушением функции печени.

## Состав
- Таблетки Epivir (GlaxoSmithKline; США и Великобритания) для лечения ВИЧ
- Таблетки Epivir-HBV (GlaxoSmithKline; только в США) для лечения гепатита B
- Таблетки Zeffix (GlaxoSmithKline; только в Великобритании) для лечения гепатита B
- Таблетки 3TC (GlaxoSmithKline; Южная Африка) для лечения ВИЧ
- Таблетки 3TC-HBV (GlaxoSmithKline; Индонезия) для лечения гепатита B
- Ламивудин доступен в виде комбинации антиретровирусных препаратов с фиксированной дозой с другими препаратами против ВИЧ, такими как:
  - Ламивудин/Зидовудин (вместе с зидовудином)
  - Абакавир/Ламивудин (вместе с абакавиром)
  - Абакавир/Ламивудин/Зидовудин (с зидовудином и абакавиром)
  - Долутегравир/Ламивудин (с долутегравиром)
  - Доравирин/Ламивудин/Тенофовир (с доравирином)